# Исаково (городской округ Клин)
Исаково — деревня в Клинском районе Московской области, в составе Воронинского сельского поселения. Население — 6 чел. (2010). До 2006 года Исаково входило в состав Воронинского сельского округа
Деревня расположена в северной части района, примерно в 16 км к северо-востоку от райцентра Клин, высота центра над уровнем моря 179 м. Ближайшие населённые пункты — Доршево на востоке и Слобода на севере. У окраины деревни проходит автодорога А108 Московское большое кольцо.

## Население
| 2002 | 2006 | 2010 |
| ---- | ---- | ---- |
| 6    | ↘5   | ↗6   |